# Dypsis forficifolia
Espèce
Statut de conservation UICN

 LC  : Préoccupation mineure
Dypsis forficifolia est une espèce de palmiers (Arecaceae), endémique de Madagascar.  En 2012 elle est considérée par l'IUCN comme une espèce moins concernée. Alors qu'en 1995 elle était considérée comme une espèce non menacée.

## Répartition et habitat
Cette espèce est endémique au nord-est de Madagascar où elle est présente du niveau de la mer jusqu'à 1 000 m d'altitude. Elle pousse dans les forêts de plaine et de sub-montagne.